# Teen Titans: The Judas Contract
Teen Titans: The Judas Contract è un film d'animazione del 2017 diretto da Sam Liu. È il lungometraggio facente parte del DC Universe Animated Original Movies ed è il seguito di Justice League vs. Teen Titans. Il film è il nono capitolo del cosiddetto DC Animated Movie Universe.

## Trama
Passati cinque anni da quando, nelle vesti di Robin, aveva accolto Stella Rubia nei Teen Titans, Dick Grayson, ora Sparviero, torna nel gruppo come co-leader dell'aliena, con cui ha ormai instaurato una solida relazione. Un anno dopo la battaglia contro Trigon al gruppo si è unita la giovane Terra, che però, dato il suo turbolento passato, tiene tutti a distanza.
Il gruppo si trova ad occuparsi di Brother Blood, un fanatico religioso che ha intenzione di diventare una vera e propria divinità tramite un macchinario capace di convogliare le capacità di più individui in uno solo: Blood ha intenzione di usare a suo vantaggio i poteri dei Titani e per questo si rivolge al sicario Deathstroke.
Quello che il gruppo, che piano piano si affiata, non sospetta minimamente è che Terra sia in realtà una spia di Slade Wilson, che la salvò in tenera età dai suoi stessi genitori intenzionati ad ucciderla per via dei suoi poteri, a causa dei quali la ritennero un demone. Blood, Deathstroke e Terra riescono a rapire tutti i Titani e a permettere al primo di assorbire i loro poteri, ma il provvidenziale intervento di Dick, fintosi morto dopo un precedente confronto con Slade, riesce a riportare la situazione in parità: dopo una battaglia furiosa, Raven riesce a privare Blood dei suoi poteri mentre Terra, tradita anche da Deathstroke, usa i suoi poteri per far crollare il tempio di Blood.
Dopo qualche tempo al gruppo si unisce un nuovo membro, Donna Troy, mentre nella scena durante i titoli di coda si vede come una delle cavie dell'esperimento di Blood sia ancora in vita.

## Doppiaggio
| Personaggio                   | Doppiatore      |
| ----------------------------- | --------------- |
| Damian Wayne/Robin            | Stuart Allan    |
| Raven                         | Taissa Farmiga  |
| Garfield Logan/Beast Boy      | Brandon Soo Hoo |
| Jaime Reyes/Blue Beetle       | Jake T. Austin  |
| Koriand'r/Starfire            | Kari Wahlgren   |
| Dick Grayson/Nightwing        | Sean Maher      |
| Tara Markov/Terra             | Christina Ricci |
| Slade Wilson/Deathstroke      | Miguel Ferrer   |
| Sebastian Blood/Brother Blood | Gregg Henry     |